# Хорсід (футбольний клуб)
«Хорсід» (англ. Horseed Football Club) — сомалійський футбольний клуб з однойменного міста, який виступає в Лізі Сомалі. Семиразовий чемпіон Ліги Сомалі. 

## Історія
Заснований 1967 року представниками Збройних Сил Сомалі. «Хорсід» був одним з найгрізніших та найтитулованіших футбольних клубів в країні. З кінця 1980-х років почав втрачати свої позиції. Після початку громадянської війни у 1991 році оголосив про власне банкрутство, але був відроджений у 2013 році генералом Дахіром Аденом Ельмі, командувачем Збройними силами Сомалі. Генерал Елмі відновив існування всіх команд спортивного клубу «Хорсід», з акцентом на футбольну команду, яка знову почала виступати в Лізі Сомалі. У 2017 році його головою призначений полковник Ахмед Мохамед Хассан, молодий офіцер Корпусу Генерального штабу Сомалі, з тих пір в клубі відбулися позитивні зміни, які призвели до того, що він відновив свою колишню славу.

### Клубний кубок КЕСАФА
«Хорсід» перший клуб з Ліги Сомалі, який дійшов до фіналу Клубного Кубок КЕСАФА. У 1977 році команда дійшла до півфіналу, де поступилася «Луо Юніон» з Кенії з рахунком 1:2. Наступні сезони вони двічі досягали півфіналу змагань, мінімально поступаючись «Сімбі» з Танзанії в 1978 році та «АФК Леопардс» з Кенії в 1979. Матчі проводилися в Сомалі.

## Досягнення
- Ліга Сомалі
  -  Чемпіон (8): 1972, 1973, 1974, 1976, 1977, 1978, 1979, 1980

- Кубок Сомалі
  -  Володар (3): 1982, 1983, 1987

- Клубний кубок КЕСАФА
  -  Фіналіст (1): 1977